# Братушево
Братушево (пол. Bratuszewo, нім. Bratisdorf) — село в Польщі, у гміні Кужентник Новомейського повіту Вармінсько-Мазурського воєводства.
Населення — 208 осіб (2011).
У 1975-1998 роках село належало до Торунського воєводства.

## Демографія
Демографічна структура станом на 31 березня 2011 року:
|          | Загалом | Допрацездатний вік | Працездатний вік | Постпрацездатний вік |
| -------- | ------- | ------------------ | ---------------- | -------------------- |
| Чоловіки | 106     | 28                 | 64               | 14                   |
| Жінки    | 102     | 16                 | 59               | 27                   |
| Разом    | 208     | 44                 | 123              | 41                   |